# 캇파못

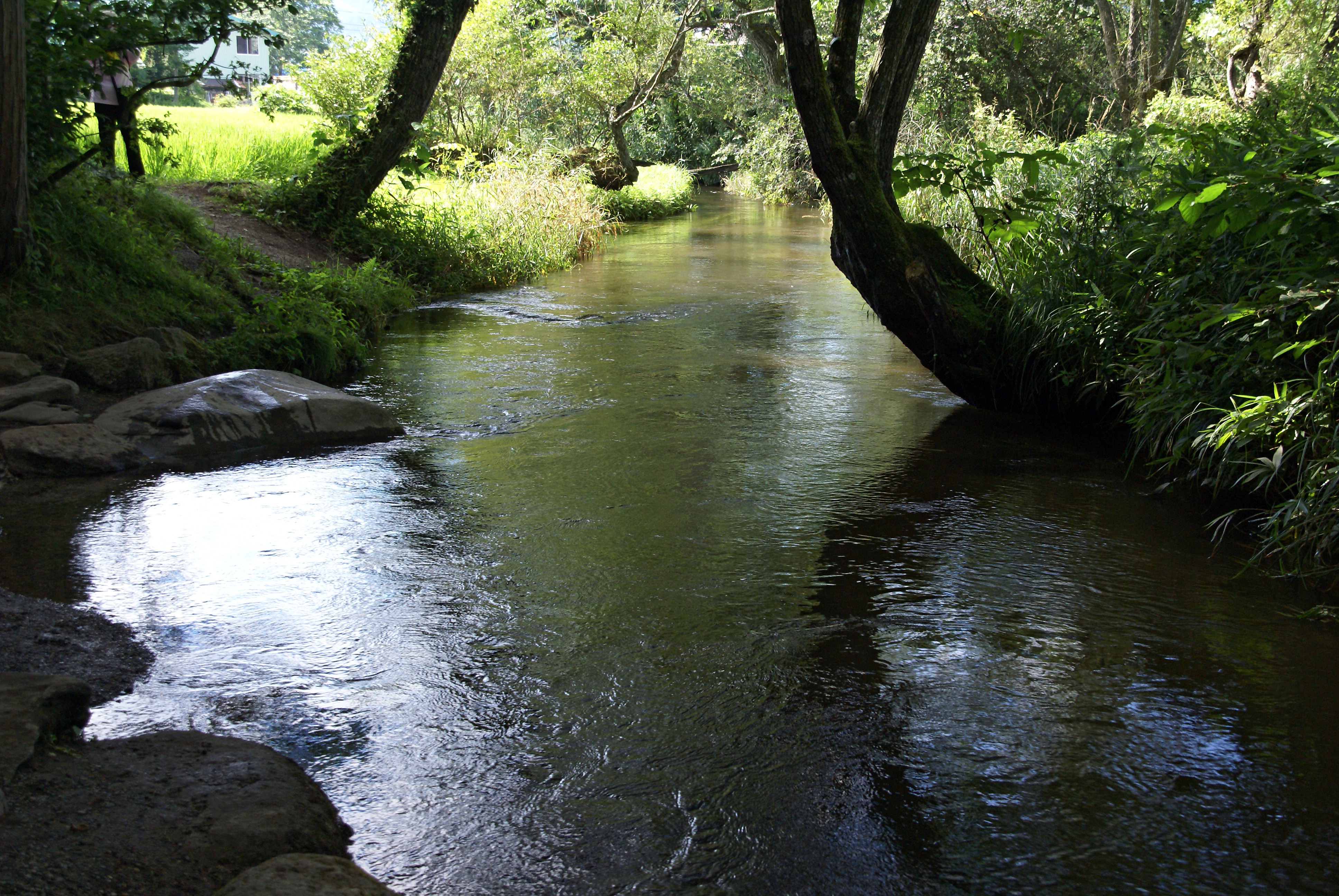

캇파못(일본어: 河童淵 캇파부치[*])은 이와테현 토오노시에 있는 못이다. 일본 전국에 유일한 캇파코마이누가 있는 상견사 뒷켠을 흐르는 작은 냇물이 고여드는 못이다. 옛날에 캇파가 많이 살면서 사람들을 놀라게 했다는 전설이 전해지는, 캇파 전설의 전승지이다.
못의 수변에는 캇파신을 모신 작은 사당이 있다. 캇파신은 젖의 신으로, 유아의 어머니가 모유가 잘 나오도록 기원하면 효험이 좋다고 한다. 사당 안에는 여성들이 봉납하는, 묽은 천으로 유방을 본떠 만든 봉제인형 같은 것이 놓여 있다.